# 權韓娜
權韓娜（韓語：권한나，1989年11月22日—），韓國女子手球運動員，現為韓國國家女子手球隊隊員。

## 簡歷
2012年7月，權韓娜代表韓國出戰英國倫敦舉行的奥林匹克运动会女子手球比賽。